# Sotobosque

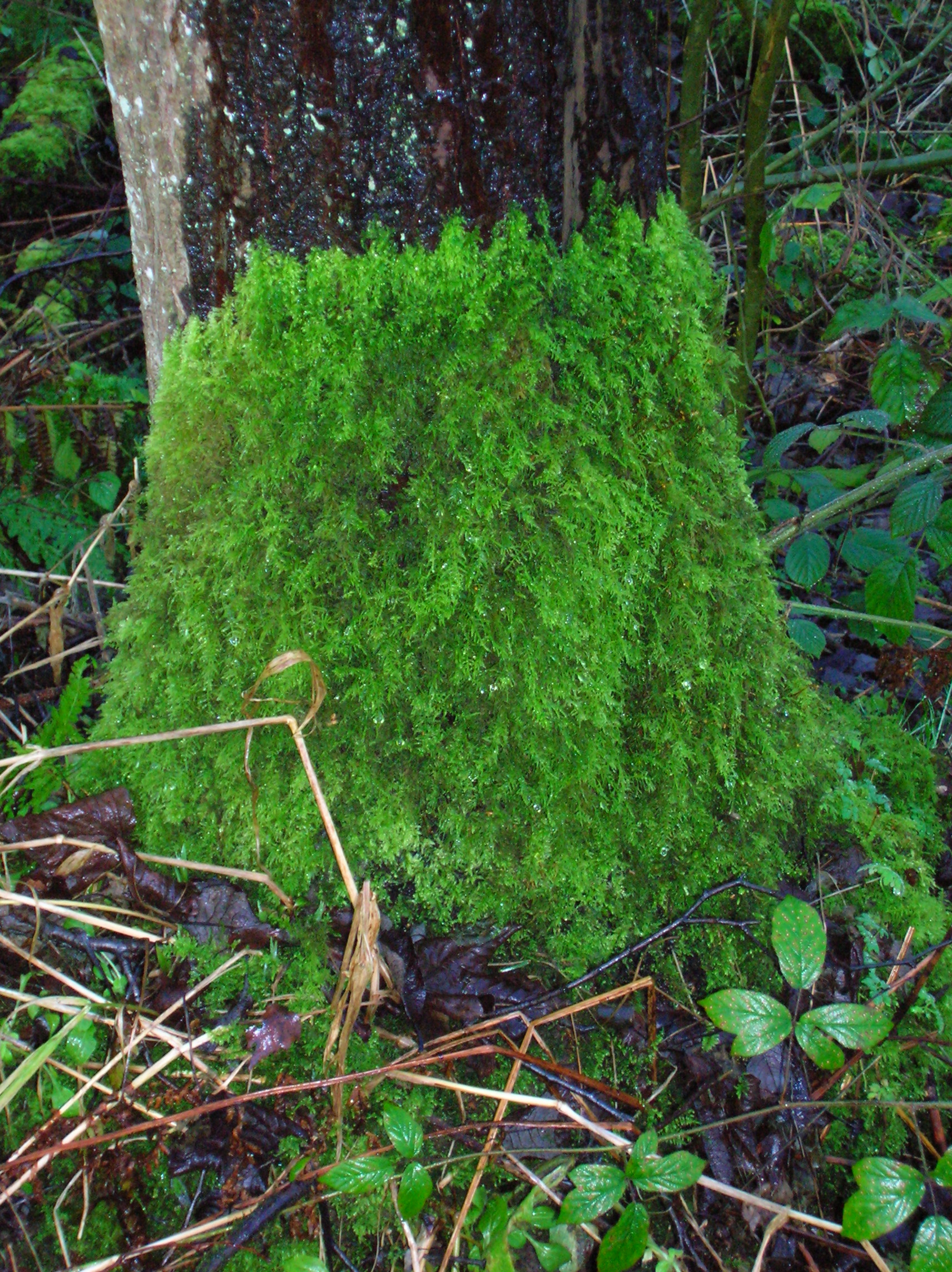
Pie de un árbol que muestra el límite de musgo del sotobosque.

Sotobosque es la vegetación de un bosque que crece más cerca del suelo, por debajo del dosel vegetal. El sotobosque consiste en una mezcla de plántulas y árboles jóvenes, así como arbustos de sotobosque y hierbas. Los árboles jóvenes del dosel a menudo permanecen en ese estado durante décadas mientras esperan una apertura en la parte superior que permita su crecimiento. Los arbustos del sotobosque, sin embargo, pueden completar su ciclo de vida a la sombra del dosel. Algunas especies de árboles más pequeñas, como el cornejo y el acebo raramente alcanzan grandes alturas ya que generalmente son árboles de sotobosque.
El sotobosque recibe luz menos intensa que las plantas en el dosel. Las longitudes de onda de luz disponibles son sólo una pequeña parte de aquellas disponibles a plena luz del sol. Por lo tanto, las plantas del sotobosque deben ser capaces de realizar la fotosíntesis con la limitada cantidad de luz disponible. A menudo son capaces de utilizar longitudes de onda que las plantas del dosel no pueden aprovechar. En los bosques templados caducifolios las plantas del sotobosque sacan las hojas antes que los árboles del dosel permitiéndoles realizar la fotosíntesis sin que el dosel les dé sombra. Este breve período (1-2 semanas) es a menudo fundamental para que la planta mantenga un equilibrio neto positivo del carbono a lo largo del año.
El dosel vegetal reduce la radiación solar, evitando así un rápido calentamiento del suelo y desacelerando la evaporación. Como consecuencia, la humedad en el sotobosque es mayor, lo que propicia el florecimiento de hongos y otros descomponedores. Esto propicia el reciclado de nutrientes y proporciona microclimas favorables para muchos animales y plantas.

## Sotobosque y salud
Un proyecto piloto de la Universidad de Helsinki en Finlandia reprodujo el ambiente de sotobosque en los patios de escuelas de nivel inicial. Se analizó la sangre de los niños comparándola con la de población infantil que tenía patios convencionales en las escuelas, de grava o cemento. Se mostró que el sistema inmune de los niños que jugaban en estos sotobosques artificiales había mejorado en  un mes.